# Мариля Родович

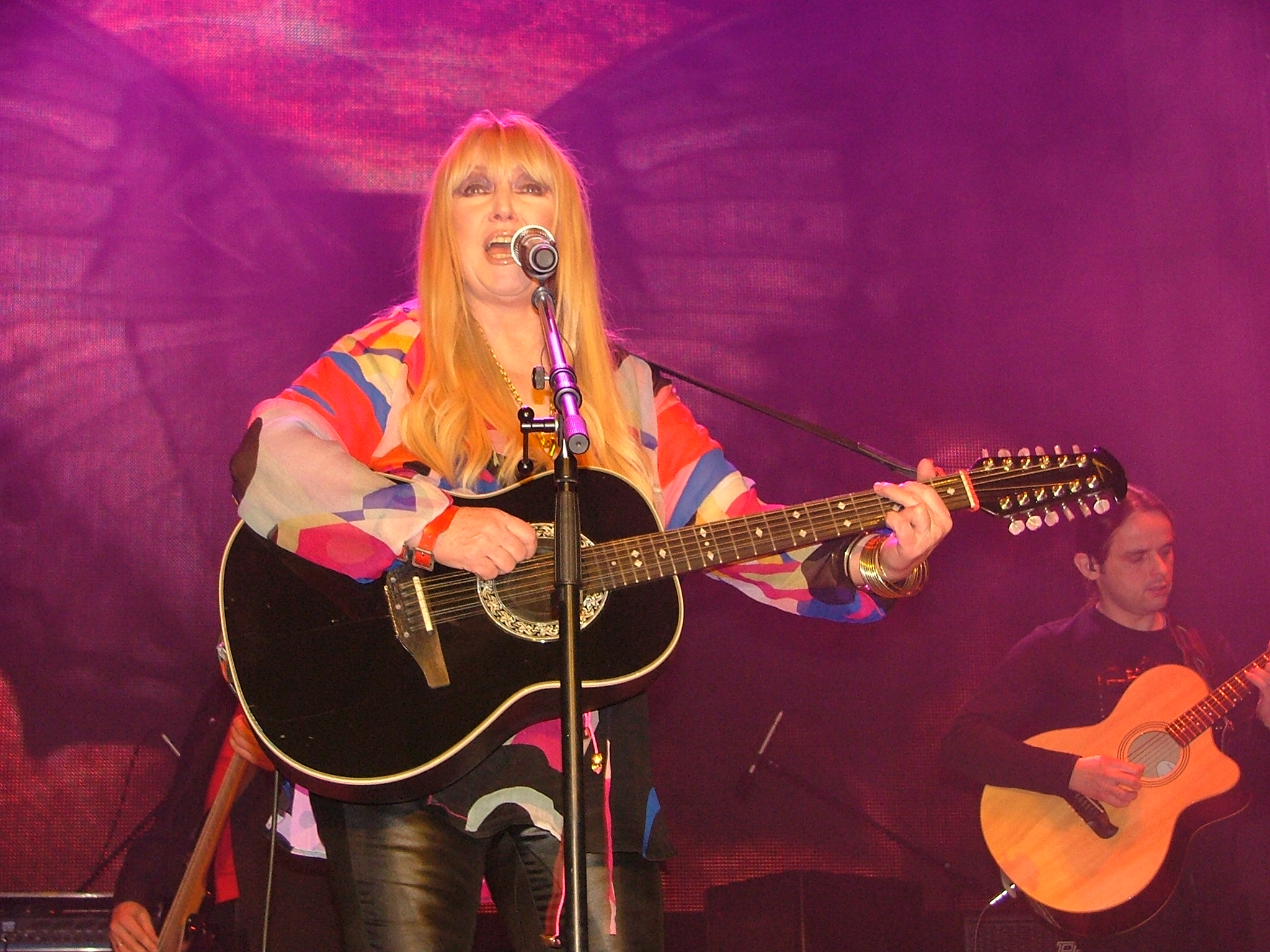
Мариля Родович, Варшава, 2007

Мариля Родович, Марія Антоніна Родович (пол. Maryla Rodowicz, пол. Maria Antonina Rodowicz; нар. 8 грудня 1945, Зелена Гура, Польща) — одна з найпопулярніших естрадних вокалісток сучасної Польщі (у стилях поп, поп-рок і фольк-рок), акторка, спортсменка та активна діячка у державі.

## Життєпис
Родина співачки походила з Вільнюса. Мариля Родович — випускниця Академії фізичного виховання у Варшаві.
Чемпіонка Польщі з легкої атлетики (естафета 4x100 м) серед юніорів 1962 року. Через участь у Чемпіонаті Польщі мусила відмовитися від участі в фіналі Фестивалю молодих талантів у Щецині.
Під час навчання в АФВ з 1965 року виступала в складі біг-бітового гурту Szejtany, що діяв при студентському клубі.
Мариля Родович на своєму рахунку має близько 2000 пісень, понад 20 дисків польських, а також англійський, чеський, німецький, російський. Пісню «Гей, соколи» виконала українською у 2014 році.
Компакти Марилі Родович розійшлися загальним тиражем близько 15 мільйонів одиниць. Вона виступала по всьому світу — в Європі, Америці, Австралії та Азії. Лауреат багатьох премій, учасник багатьох фестивалів — навіть за межами польських кордонів, зокрема в Оклагомі, Лос-Анджелесі.
Першим успіхом Марилі Родович у сфері музики був виступ на Огляді студентської пісні (Люблін) і на «Біржі пісні» (Ченстохова), де вона здобула головний приз.
1967 — на IV Фестивалі студентської пісні (Краків) здобула першу премію;
1968 — перший запис для радіо;
1968 — участь у музичному телефільмі Kulig («На санях»);
1969 — на II Фестивалі молодіжних колективів «Золотий якір Сопотського літа 1969» отримала нагороду «Золотий якір»;
1969 — 3-я премія III Міжнародного фестивалю політичної пісні (Сочі, СРСР);
1969 — «Співачка року» за підсумками опитування, проведеного радіостанціями Польщі;
1970 — премія Польського ТБ на VIII Всепольському фестивалі пісні в Ополе (пісня Jadą wozy kolorowe [Архівовано 30 вересня 2016 у Wayback Machine.]);
1970 — 3-я премія Міжнародного пісенного фестивалю в Сопоті (Jadą wozy kolorowe);
1971 — Гран-прі IX Всепольського фестивалю пісні в Ополе (Z tobą w gόrach, «З тобою в горах»);
1972 — X Всепольський фестиваль пісні в Ополе, нагорода Державного музичного видавництва;
1973 — Міжнародний пісенний фестиваль у Сопоті — нагорода Grand Prix du Disque, приз глядацьких симпатій, нагорода читачів газети Wieczór Wybrzeża;
1973 — участь у Міжнародному фестивалі молоді та студентів у Берліні;
1974 — участь у церемонії відкриття фінальної стадії Чемпіонату світу з футболу в Мюнхені;
1976 — премія Star of Year британського видання Music Week; «Золота медаль естради» Польського пісенного ярмарку в Лодзі; титул «Співачка року» в опитуванні щомісячника Non Stop; премія «Цвях сезону — 76» Балтійської артистичної агенції; премія Kukulki від видання Radiokurier;
1977 — премія глядацьких симпатій на Фестивалі Інтербачення в Сопоті (пісня Kolorowe jarmarki, «Кольорові ярмарки»);
1977 — премія видання Przekrόj «Золота Рука» — за видатні досягнення року в області моди та костюму;
1978 — І премія XVI Всепольського фестивалю пісні в Ополе, прем'єри пісень Płaczmy razem («Плачмо разом») і Remedium визнані шлягерами фестивалю;
1978 — участь у Міжнародному фестивалі молоді та студентів у Гавані;
1978 — титул «Найкраща співачка» за результатами опитування музичних критиків в галузі естради;
1978 — пісня Remedium стала шлягером року за результатами опитування, проведеного серед радіостанцій;
1979 — отримала Кавалерський хрест Ордена Відродження Польщі;
1979 — титул «Співачка року» за результатами опитування журналу Non Stop;
1980 — 3-я премія Міжнародного фестивалю музики кантрі (Оклахома, США);
1980 — 3-я премія XVIII Всепольського фестивалю пісні в Ополе;
1984 — заохочувальна нагорода Світового фестивалю пісні (Лос-Анджелес, США);
1984 — в СРСР вийшла платівка Maryla Rodowicz (фірма «Мелодія», 10 млн копій);
1984 — участь у Міжнародному фестивалі молоді та студентів у Москві;
1986 — Диплом міністра закордонних справ Польщі за видатні заслуги в сфері популяризації польської культури за кордоном;
1987 — XXI Всепольський фестиваль пісні в Ополе, нагорода журналістів «Польська Мадонна»;
1987 — виконала роль Лінелії де Базар у художньому фільмі «Пан Ляпка в космосі» [Архівовано 25 жовтня 2012 у Wayback Machine.];
1990 — взяла участь у ювілейному XXXX Фестивалі італійської пісні в Сан-Ремо (концерт San Remo Liberta);
1992 — Гран-прі XXX Всепольського фестивалю пісні в Ополе;
1992 — на фестивалі в Сопоті отримала нагороду «Бурштиновий соловей» — за творчість на естраді;
1992 — вийшла автобіографічна книга Niech żyje bal («Хай живе бал»);
1994 — нагорода польської естради «Прометей-94»;
1994 — CD Marysia Biesiadna — золотий і платиновий диски;
1995 — нагорода «Золоті лаври» видання Przekryj, музична нагорода видання «Телеекспрес» за сукупність творчої діяльності;
1995 — виконала роль пані Твардовської у фільмі «Пригоди Твардовського»;
1995 — документальний фільм «Мариля»;
1996 — XXXV ювілейний фестиваль у Сопоті, спеціальна нагорода голови Польського ТБ за сукупність творчої діяльності;
1996 — вийшла 3-дискова антологія творчості (частина 1 — Золотий диск);
1997 — нагорода 3-ї програми Польського Радіо — «для видатної особистості популярної музики»;
1997 — премія «Супер-Віктор» за сукупність творчої діяльності на ТБ;
1998 — пісня Małgośka визнана хітом 35-річчя за результатами опитування Gazety Wyborczej;
1998 — спеціальна нагорода президента фестивалю в Сопоті;
1998 — роль у серіалі «Замінна родина»;
1998 — премія Telekamera — як найпопулярнішій телевізійній постаті (у категорії «Найпопулярніша виконавиця»);
1999 — І місце серед виконавців у всепольському опитуванні «Політики, співаки і групи XX сторіччя»; премія «Великої риби» (від Radio Kolor) «за найбільш чуттєвий голос»;
1999 — титул «Найпопулярнішої співачки» у рейтингу Всепольського бюро опитування громадської думки;
2000 — Командорський хрест Ордена Відродження Польщі від президента Польської Республіки за видатні заслуги в артистичній сфері;
2001 — титул «Найпопулярнішої співачки» у рейтингу Всепольського бюро опитування громадської думки; нагорода «Бик 2001» місячника Sukces за музичні досягнення;
2002 — нагорода «Зірка Польського телебачення»;
2003 — концерт у Кремлі (Москва).
23 березня 2013 в Києві отримала титул Людина року 2012 в Україні.
У 2013 році її пісня «Футбол» була на 5 місці зі списку «10 найкращих хітів, записаних до чемпіонату світу з футболу», згідно з даними американського журналу Billboard.

## Вибрана дискографія
- 1970 Живи мій світ (Muse XL 0598, 0598 SXL)
- 1972 Релігія (0806 Pronit XL, SXL 0806)
- 1972 Maryla Rodowiczova (Supraphon XL 013 1286, 113 1286 Чехословаччина SXL)
- 1973 Maryla Rodowicz (Amiga 855391 НДР)
- 1974 (Pronit SXL 1099)
- 1976 Sing-Sing (Pronit SX 1422)
- 1978 Сядьте на поїзд (Pronit SX 1661)
- 1979 Цирк вночі (Pronit / Wifon SLP 4004)
- 1982 Святий світу (Муза SX 2378)
- 1983 Maryla (Мелодія S-60 20239 Союз Радянських Соціалістичних Республік)
- 1984 був царем (Полтон LPP 015)
- 1986 гейші ніч (Муза SX 2264)
- 1987 Польські Мадонна (Муза SX 2544)
- 1991 Full (Полтон CDPL 023)
- 1992 Абсолютно нічого (Муза SX 3067, PNCD 186, перевидання 1995 Тра-ля-ля CD 528 568-2)
- 1994 Maryla банкет (Тра-ля-ля CD 528 365-2)
- 1995 Золотий Марії (Тра-ля-ля CD 528 720-2)
- 1996 Антологія 1 (Польща Tra-La-La/PolyGram CD 532 856-2)
- 1996 Антологія 2 (Tra-La-La/PolyGram Польщі CD 532 857-2)
- 1996 Антологія 3 (Tra-La-La/PolyGram Польщі CD 532 858-2)
- 1997 Данина все своє життя: Łatwopalni (Польща Tra-La-La/PolyGram 2CD 011 360-2)
- 1998 перед поворотом (Польща PolyGram CD 538 236-2, перевидання 1999 PolyGram Польщі CD 546 061-2)
- 1999 Карнавал 2000 (Universal Music CD 542 198-2)
- 2000 Синій Марії (Universal Music CD 159 943-2)
- 2001 12 найкрасивіших різдвяних гімнів (Universal Music CD 016 731-2)
- 2002 Життя славний деталь (Universal Music CD 018 111-2)
- 2003 Сова волі (Eulen Willen Studio 2003 пам'ятного знака для вболівальників, вид. У 35 примірниках)
- 2003 Марія і друзі (Польське радіо PRCD 421)
- 2003 Nejvetši хітів (Universal Music 531-3 981 — Чехія)
- 2004 рік — 2 — Hopsasa (пам'ятного знака для вболівальників, ЕД у 45 екз.)
- 2005 Любов (Sony BMG CD 8287673390) платинова пластина
- 2005 Maryla вуаля! Hopsasa (пам'ятного знака для вболівальників, вид. У 65 примірниках)
- 2006 році (пам'ятного знака для вболівальників, вид. У 65 копій)
- 2007 році до 5 (пам'ятного знака для вболівальників, вид. 100 примірників)
- 2008 чудесно (Sony BMG CD 88697152072) платинова пластина
- 2009 PRO-FANACJA (SWA-Воля 6) (пам'ятного знака для вболівальників, вид. У 120 примірників)
- 2010 Сьомий Vol @: свавілля (до пам'ятного знаку для любителів)
- 2010 50 (Universal 275721 5) платинова пластина
- 2011 Взуття 2 (Universal 278939 7) платинова пластина
- Родович Антологія 2012—2013 (2012—2013) (універсальний)